# Mr. Wrong - Lezioni d'amore
Mr. Wrong - Lezioni d'amore (Bay Yanlış) è un serial televisivo turco composto da 14 puntate, trasmesso su Fox dal 26 giugno al 2 ottobre 2020.
In Italia la serie è andata in onda su Canale 5 dal 31 maggio al 20 luglio 2021.

## Trama
Özgür Atasoy è un giovane uomo che possiede un ristorante che ha perso la fiducia nell'amore e nelle donne. Conoscerà Ezgi İnal, la sua nuova vicina di casa, e con il tempo tra i due nascerà una relazione.

## Puntate
| Stagione       | Puntate | Puntate | Prima TV | Prima TV |
| Stagione       | Turchia | Italia  | Turchia  | Italia   |
| -------------- | ------- | ------- | -------- | -------- |
| Prima stagione | 14      | 36      | 2020     | 2021     |

## Personaggi e interpreti
- Ezgi İnal, interpretata da Özge Gürel, doppiata da Gaia Bolognesi.
- Özgür Atasoy, interpretato da Can Yaman, doppiato da Daniele Giuliani.
- Levent Yazman, interpretato da Gürgen Öz, doppiato da Alberto Bognanni.
- Cansu Akman, interpretata da Fatma Toptaş, doppiata da Eleonora De Angelis.
- Ünal Yılmaz, interpretato da Suat Sungur, doppiato da Paolo Maria Scalondro.
- Sevim Atasoy, interpretata da Lale Başar, doppiata da Cinzia De Carolis.
- Deniz Koparan, interpretato da Cemre Gümeli, doppiata da Alessandra Bellini.
- Ozan Dinçer, interpretato da Serkay Tütüncü, doppiato da Luca Mannocci.
- Serdar Öztürk, interpretato da Sarp Can Köroğlu, doppiato da Guido Di Naccio.
- Soner Seçkin, interpretato da Taygun Sungar.
- Nevin Yılmaz, interpretata da Feri Baycu Güler, doppiata da Daniela Abbruzzese.
- Fitnat Atasoy, interpretata da Deniz Özerman, doppiata da Michela Alborghetti.
- Gizem Sezer, interpretata da Ece İrtem, doppiata da Roberta De Roberto.
- Emre "Pablo" Eren, interpretato da Anıl Çelik, doppiato da Davide Albano.
- Yesim Ozturk, interpretata da Ecem Karavus, doppiata da Barbara De Bortoli.
- İrem Doğan, interpretata da Kimya Gökçe Aytaç, doppiata da Gilberta Crispino.
- Zeynep Yaman, interpretata da Ada Arca, doppiata da Federica Panieri.
- Ebru Atasoy, interpretata da Ceren Koç, doppiata da Francesca Manicone.
- Ercüment Sengezer, interpretato da İbrahim Coşkun, doppiato da Paolo Buglioni.
- Haydar, interpretato da Uğur Arda Başkan, doppiato da Emilio Mauro Barchiesi.
- Tolga Gürdag, interpretato da Serhat Parıl, doppiato da Emiliano Coltorti.

## Colonna sonora
I temi musicali  della serie sono stati realizzati da Cem Öget.
1. Bay Yanlış Orijinal Jenerik – 1:14
2. Yanlışlıkla Doğru – 2:50
3. Sihirli Islık (Slow Versiyon) – 3:45
4. Sihirli Islık – 2:29
5. Hayalperest Ezgi – 2:23
6. Keyfine Bak – 3:01
7. Bay Yanlış (Komedi) – 3:02
8. Bay Yanlış Ana Tema (Flamenco Versiyon) – 1:49
9. Bay Yanlış Ana Tema (Slow Versiyon) – 2:29
10. Bay Yanlış Ana Tema 1930 – 1:28
11. Geceye Hazır – 2:17
12. Yanlış Giden Zen – 2:16

## Produzione
La serie è diretta da Deniz Yorulmazer, scritta da Aslı Zengin, Banu Zengin e prodotta da Gold Film.
A causa dei bassi ascolti, la serie è stata cancellata e il finale del quattordicesimo episodio è stato rigirato al fine di fornire una conclusione alla serie.

### Riprese
La riprese sono state effettuate dal 28 maggio ad inizio settembre 2020 nelle città di Istanbul e Gocek (in provincia di Mugla).

## Distribuzione
| Paese     | Rete televisiva | Titolo locale               | Prima TV locale  |
| --------- | --------------- | --------------------------- | ---------------- |
| Turchia   | Fox             | Bay Yanlış                  | 26 giugno 2020   |
| Italia    | Canale 5        | Mr. Wrong - Lezioni d'amore | 31 maggio 2021   |
| Rep. Ceca | Prima Love      | Recept na lásku             | giugno 2021      |
| Spagna    | Atresmedia      | El hombre equivocado        | 25 novembre 2021 |
| Albania   | 3 Plus          | Mësime dashurie             | 18 luglio 2021   |
| Slovenia  | Voyo            | Gospod Napačni              | 10 dicembre 2021 |
| Ungheria  | LifeTV          | Mr. Wrong                   | 19 novembre 2022 |

## Riconoscimenti
- Pantene Golden Butterfly Awards
  - 2021: Candidatura come Miglior serie di commedia romantica per Mr. Wrong - Lezioni d'amore (Bay Yanlış)[16]
  - 2021: Candidatura come Miglior attrice in una commedia romantica a Özge Gürel[16]
  - 2021: Candidatura come Miglior attore in una commedia romantica a Can Yaman[16]
- Premios Nova
  - 2022: Premio come Miglior coppia a Can Yaman e Özge Gürel
- PRODU Awards
  - 2020: Candidatura come Miglior attrice in una serie straniera a Özge Gürel